# Campionati africani under 20 di atletica leggera
I Campionati africani under 20 di atletica leggera (in inglese African Athletics U20 Championships) sono una competizione continentale organizzata dalla Confederation of African Athletics e riservata agli atleti della categoria under 20.
La manifestazione ha cadenza biennale e si svolge negli anni dispari. La prima edizione si è tenuta nel 1994 ad Algeri. Fino al 2015 la competizione era chiamata campionati africani juniores di atletica leggera.

## Edizioni
| Edizione | Anno | Città          | Nazione        | Data                     | Sede                           |
| -------- | ---- | -------------- | -------------- | ------------------------ | ------------------------------ |
| 1        | 1994 | Algeri         | Algeria        | 6 - 8 luglio             |                                |
| 2        | 1995 | Bouaké         | Costa d'Avorio | 20 - 22 luglio           |                                |
| 3        | 1997 | Ibadan         | Nigeria        | 21 - 23 agosto           |                                |
| 4        | 1999 | Tunisi         | Tunisia        | 22 - 25 luglio           |                                |
| 5        | 2001 | Réduit         | Mauritius      | 9 - 12 luglio            |                                |
| 6        | 2003 | Garoua         | Camerun        | 31 luglio - 3 agosto     |                                |
| 7        | 2005 | Tunisi - Radès | Tunisia        | 1º - 4 settembre         |                                |
| 8        | 2007 | Ouagadougou    | Burkina Faso   | 9 - 12 agosto            |                                |
| 9        | 2009 | Bambous        | Mauritius      | 30 luglio - 2 agosto     | Stade Germain Comarmond        |
| 10       | 2011 | Gaborone       | Botswana       | 12 - 15 maggio           | University of Botswana Stadium |
| 11       | 2013 | Bambous        | Mauritius      | 29 agosto - 1º settembre | Stade Germain Comarmond        |
| 12       | 2015 | Addis Abeba    | Etiopia        | 5 - 8 marzo              | Stadio Addis Abeba             |
| 13       | 2017 | Tlemcen        | Algeria        | 29 giugno - 2 luglio     | Stade Lalla Setti              |
| 14       | 2019 | Abidjan        | Costa d'Avorio | 16 - 20 aprile           | Stadio Félix Houphouët-Boigny  |
| 15       | 2023 | Ndola          | Zambia         | 29 aprile - 3 maggio     | Stadio Levy Mwanawasa          |